# Tandemowy spektrometr mas

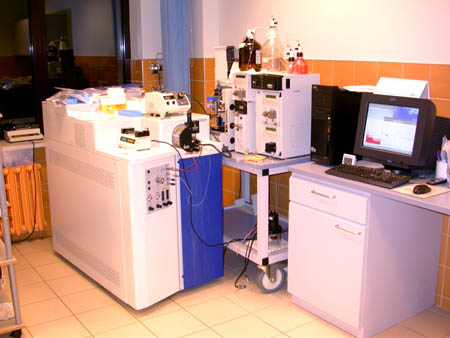
Tandemowy spektrometr mas ESI-Q-TOF połączony z systemem HPLC. Własność Instytutu Biochemii i Biofizyki PAN

Tandemowy spektrometr mas (MS/MS, MS²) – rodzaj spektrometru mas wyposażonego w dwa analizatory. Pierwszy analizator pozwala na przejście tylko jonów o określonym stosunku masy do ładunku elektrycznego (jony macierzyste). Za nim zwykle znajduje się urządzenie pozwalające na fragmentację badanych jonów (np. przez zderzenia z cząsteczkami gazu obojętnego), w wyniku czego z jonu macierzystego powstają jony potomne. Drugi analizator takiego spektrometru rejestruje stosunki mas do ładunków jonów potomnych (widmo masowe). Ten sposób pracy spektrometru mas nazywany jest trybem MS/MS lub MS². Spektrometry tandemowe mogą pracować jak zwykły spektrometr mas (tryb pracy MS) – pierwszy analizator przepuszcza wtedy wszystkie jony, urządzenie fragmentujące nie działa, a drugi analizator rejestruje widmo mas.

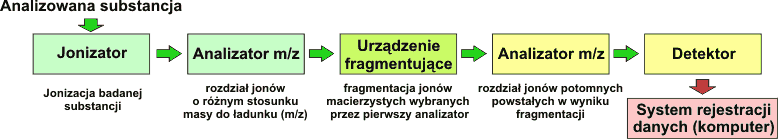
Schemat ideowy zasady działania tandemowego spektrometru mas. Na zielono oznaczono przedziały spektrometru, gdzie analizowane są jony macierzyste (niefragmentowane), na żółto oznaczono części w których badane są jony po fragmentacji (jony potomne).

Informacje o masie cząsteczkowej związku chemicznego, jakich dostarcza zwykły spektrometr mas, często nie wystarczają do jego identyfikacji. Analiza wzoru fragmentacji w tandemowych spektrometrach mas umożliwia identyfikację wielu związków chemicznych.
Spektrometry wyposażone  w pułapkę jonową lub analizator FT-ICR, mogą pracować podobnie jak spektrometry tandemowe. Pułapka jonowa może wyselekcjonować jony jednego typu, poddać je fragmentacji i zmierzyć masy fragmentów (tryb MS²). Pułapka jonowa może także wyselekcjonować jony powstałe w wyniku fragmentacji i poddać je kolejnej "turze" fragmentacji. Można zastosować kilka kolejnych "tur" fragmentacji. Eksperymenty takie nazywa się MSn.

## Zastosowanie
Wysoka zdolność rozdzielcza tandemowego spektrometru masowego czyni go optymalnym detektorem w analizie drobnocząsteczkowych związków pochodzenia biologicznego przy użyciu wysokosprawnej chromatografii cieczowej (HPLC). Chromatogram stworzony na podstawie obfitości jonów fragmentacyjnych zawiera zazwyczaj niewielką ilość pików, dzięki czemu rzadziej dochodzi do utrudnień w ich integracji na skutek wzajemnego nakładania się.
Tandemowe spektrometry mas są stosowane także do określania sekwencji aminokwasowej peptydów. Sekwencjonowanie peptydów jest elementem często stosowanej procedury identyfikacji białek, dlatego też tandemowe spektrometry mas są powszechnie stosowane w badaniach proteomicznych. Spektrometry takie mogą być użyte do identyfikacji pojedynczych białek. Tandemowe spektrometry mas mogą być połączone z systemem chromatograficznym, dzięki czemu możliwe jest zidentyfikowanie od kilkudziesięciu do ponad tysiąca białek w jednej próbce.
Wprowadzenie na początku lat 90. XX wieku tandemowej spektrometrii masowej do badań przesiewowych noworodków doprowadziło znacznego wzrostu rozpoznawania potencjalnie poddających się leczeniu wrodzonych chorób metabolicznych, które charakteryzują się obecnością, przede wszystkim, we krwi i moczu kwasów organicznych.

## Metody fragmentacji jonów
W tandemowych spektrometrach mas stosowane są różne metody fragmentacji jonów. Najczęściej używane są:
- Fragmentacja przez zderzenia (Collisionally Induced Dissociation – CID) – jony fragmentowane zderzają się z cząsteczkami gazu obojętnego. Energia wyzwolona podczas zderzenia powoduje fragmentację jonów.
- Fragmentacja wielofotonowa promieniowaniem podczerwonym (Infrared Multiphoton Dissociation – IRMPD) – na jony w fazie gazowej działa się promieniowaniem lasera podczerwonego. Jony wychwytują fotony zwiększając w ten sposób swoją energię, co doprowadza do zrywania wiązań chemicznych – fragmentacji. Metoda ta jest zwykle stosowana w analizatorach FT-ICR.
- Fragmentacja promieniowaniem podczerwonym z ciała czarnego (Blackbody Infrared Radiative Dissociation – BIRD) – działa podobnie jak IRMPD, ale w przeciwieństwie do niej źródłem promieniowania podczerwonego jest ciało nagrzane do wysokiej temperatury. Metoda ta jest zwykle stosowana w analizatorach FT-ICR.
- Fragmentacja przez przechwycenie elektronu (Electron Capture Dissociation – ECD) – wiązka elektronów o niskiej energii jest kierowana do komory, w której utrzymywane są jony. Jony (najczęściej naładowane dodatnio) wychwytują elektrony, co powoduje ich fragmentację. Metoda ta jest zwykle stosowana w analizatorach FT-ICR i nadaje się do fragmentacji bardzo dużych cząsteczek biologicznych, takich jak białka.

## Najczęściej stosowane tandemowe spektrometry mas
- Spektrometr z trzema kwadrupolami (Triple Quad) – spektrometr wyposażony w trzy analizatory kwadrupolowe. Pierwszy z nich selekcjonuje jony macierzyste, drugi jest komorą kolizyjną wypełnioną gazem obojętnym pod niskim ciśnieniem. Trzeci kwadrupol analizuje fragmenty jonu macierzystego (jony potomne). Spektrometry tego typu charakteryzują się niską rozdzielczością, jednak ich niska cena i mniejsze (w porównaniu do innych typów spektrometrów) wymiary czynią je optymalnym wyborem dla celów analityki ilościowej. Dużą zaletą, w aspekcie analityki substancji biologicznie ważnych przy użyciu chromatografii cieczowej, jest dobra kompatybilność ze źródłem jonów typu elektrorozpylacz[3].
- Spektrometr z kwadrupolem i analizatorem czasu przelotu (Quadrupole – TimeOfFlight – Q-TOF). Spektrometr ten selekcjonuje jony macierzyste przy pomocy analizatora kwadrupolowego. Jony są fragmentowane w komorze kolizyjnej (np. kwadrupol). Powstałe w komorze kolizyjnej jony potomne są badane przez analizator czasu przelotu. Spektrometry tego typu charakteryzują się dość dobrą czułością i rozdzielczością. Spektrometry Q-TOF są najczęściej wyposażone w źródło jonów typu elektrorozpylacz, co pozwala na połączenie z systemami chromatograficznymi. Systemy takie są powszechnie stosowane do identyfikacji białek w badaniach proteomicznych.

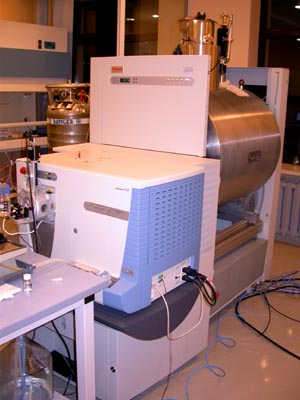
Tandemowy spektrometr mas ESI-LTQ-FTICR. Własność IBB PAN

- Spektrometr z liniową pułapką jonową i analizatorem cyklotronowego rezonansu jonów z fourierowską transformacją wyników (Linear Ion Trap – Fourier Transform Ion Cyclotron Resonance LTQ-FTICR) – spektrometr selekcjonujący jony macierzyste w liniowej pułapce jonowej, gdzie następuje ich fragmentacja (dodatkowo można zastosować inną metodę fragmentacji). Jony potomne mogą być rejestrowane w analizatorze FT-ICR lub w pułapce jonowej. W spektrometrach LTQ-FTICR, można mierzyć masy nie fragmentowanych jonów, zarówno przy pomocy pierwszego analizatora (pułapki) jak i w drugim analizatorze (FT-ICR). Wewnątrz analizatora FT-ICR można zainstalować urządzenie fragmentujące typu ECD, IRMPD lub BIRD. Spektrometry tego typu wykorzystują bardzo dużą czułość pułapki jonowej do analiz małych ilości substancji (szczególnie w doświadczeniach MS² i MSn) oraz bardzo dużą rozdzielczość analizatora FT-ICR. Wyposażone w elektrorozpylacz w połączeniu z chromatografami są obecnie najnowocześniejszymi systemami do identyfikacji białek stosowanymi w proteomice i pozwalają na identyfikację ponad tysiąca białek w jednej próbce.